# Стенуляса (Симбурешть, Олт)
Стенуляса (рум. Stănuleasa) — село у повіті Олт в Румунії. Входить до складу комуни Симбурешть.
Село розташоване на відстані 140 км на захід від Бухареста, 44 км на північ від Слатіни, 73 км на північний схід від Крайови, 131 км на південний захід від Брашова.

## Населення
За даними перепису населення 2002 року у селі проживали 338 осіб, усі — румуни. Усі жителі села рідною мовою назвали румунську.